# Gran Premio di Lugano 2001
Il Gran Premio di Lugano 2001, diciannovesima edizione della corsa, si svolse il 4 marzo con partenza e arrivo a Lugano. Fu vinto dall'italiano Luca Paolini della Mapei-Quick Step davanti allo svizzero Beat Zberg e allo statunitense Bobby Julich.

## Ordine d'arrivo (Top 10)
| Pos. | Corridore         | Squadra                      | Tempo    |
| ---- | ----------------- | ---------------------------- | -------- |
| 1    | Luca Paolini      | Mapei-Quick Step             | 4h24'21" |
| 2    | Beat Zberg        | Rabobank                     | s.t.     |
| 3    | Bobby Julich      | Crédit Agricole              | s.t.     |
| 4    | Laurent Brochard  | Jean Delatour                | s.t.     |
| 5    | Frédéric Bessy    | Crédit Agricole              | a 11"    |
| 6    | Massimo Donati    | Tacconi Sport-Vini Caldirola | a 16"    |
| 7    | Daniel Schnider   | FDJ                          | a 20"    |
| 8    | Federico Morini   | Gerolsteiner                 | a 1'09"  |
| 9    | Michael Rasmussen | CSC-Tiscali                  | s.t.     |
| 10   | Pietro Zucconi    | Tacconi Sport-Vini Caldirola | a 4'55"  |